# Kolone Pokia
Kolone Pokia (4 augustus 1989) is een Tuvaluaans voetballer die uitkomt voor Tofaga.
Kolone speelde drie wedstrijden voor het Tuvaluaans voetbalelftal twee daarvan bij de Pacific Games 2011 en een tegen Samoa. Raakte in de wedstrijd tegen Vanuatu zwaar geblesseerd aan zijn knie.
1 Sieni ·
2 Pokia ·
3 Tofuola ·
4 Timuani ·
5 Takataka ·
6 Penisula ·
7 Liva ·
8 Tinilau ·
9 Tiute ·
10 Lepaio ·
11 Panapa ·
12 Petoa ·
13 Stanley ·
14 Sogivalu ·
15 Ofati ·
16 Selau ·
17 Ale ·
18 Petaia ·
19 Lima'alofa ·
20 Okelani ·
24 Tapasei ·
Coach: De Haan